# 中国驻博茨瓦纳大使列表
本列表为中華民國和中華人民共和國驻博茨瓦纳历任大使名录。

## 历任中国驻博茨瓦纳大使

### 中华民国驻博茨瓦纳大使（1967年－1974年）
1966年12月30日，中华民国与博茨瓦纳建交。1974年4月5日，博茨瓦纳与中华民国断交。
| 姓名   | 任命          | 到任          | 递交国书      | 免职         | 离任         | 外交衔级 | 外交职务     | 备注 | 备注 |
| ------ | ------------- | ------------- | ------------- | ------------ | ------------ | -------- | ------------ | ---- | ---- |
| 濮德玠 | 1967年4月10日 | 1967年6月9日  | 1967年6月15日 | 1970年5月2日 | 1970年6月9日 | 大使     | 特命全权大使 |      |      |
| 刘新玉 | 1970年5月2日  | 1970年6月12日 | 1970年6月18日 | 1974年4月5日 | 1974年4月5日 | 大使     | 特命全权大使 |      |      |

### 中华人民共和国驻博茨瓦纳大使（1975年至今）
1975年1月6日，中华人民共和国与博茨瓦纳建交。
| 姓名   | 任命           | 任命          | 到任           | 递交国书       | 免职           | 免职          | 离任          | 外交衔级 | 外交职务     | 备注                   |
| 姓名   | 全国人大常委会 | 主席          | 到任           | 递交国书       | 全国人大常委会 | 主席          | 离任          | 外交衔级 | 外交职务     | 备注                   |
| ------ | -------------- | ------------- | -------------- | -------------- | -------------- | ------------- | ------------- | -------- | ------------ | ---------------------- |
| 高锷   | 不適用         | 不適用        | 1975年4月18日  | 1975年4月21日  | 不適用         | 不適用        | 1975年8月25日 | 参赞     | 临时代办     | 筹备开馆               |
| 赵政一 | 1975年3月17日  | 不適用        | 1975年8月25日  | 1975年8月28日  | 1980年8月26日  | 不適用        | 1980年6月     | 大使     | 特命全权大使 |                        |
| 王人三 | 1981年3月6日   | 不適用        | 1981年5月      | 1981年5月26日  | 1983年6月23日  | 不適用        | 1983年7月27日 | 大使     | 特命全权大使 |                        |
| 路德芳 | 1983年6月23日  | 不適用        | 1983年8月      | 1983年9月1日   | 1985年9月6日   | 1986年4月21日 | 1986年2月19日 | 大使     | 特命全权大使 |                        |
| 张德政 | 1985年9月6日   | 1986年4月21日 | 1986年3月      | 1986年3月20日  | 1989年10月31日 | 1990年5月23日 | 1990年4月     | 大使     | 特命全权大使 |                        |
| 施承训 | 1989年10月31日 | 1990年5月23日 | 1990年6月14日  | 1990年6月24日  | 1992年11月7日  | 1993年3月2日  | 1993年2月     | 大使     | 特命全权大使 |                        |
| 王义浩 | 1992年11月7日  | 1993年3月2日  | 1993年4月      | 1993年4月27日  | 1995年12月28日 | 1996年5月16日 | 1996年3月     | 大使     | 特命全权大使 |                        |
| 张世华 | 1995年12月28日 | 1996年5月16日 | 1996年4月      | 1996年6月20日  |                |               | 1998年8月     | 大使     | 特命全权大使 |                        |
| 鲍树生 |                |               | 1998年9月      | 1998年9月16日  |                | 2002年12月9日 | 2002年11月    | 大使     | 特命全权大使 |                        |
| 林迪夫 |                | 2002年12月9日 | 2002年12月     | 2002年12月5日  | 2004年8月28日  | 2005年1月17日 | 2004年12月    | 大使     | 特命全权大使 |                        |
| 蒋正云 | 2004年8月28日  | 2005年1月17日 | 2005年1月      | 2005年1月20日  | 2006年12月29日 | 2007年3月30日 | 2007年3月     | 大使     | 特命全权大使 | 兼驻南部非洲发展共同体 |
| 丁孝文 | 2006年12月29日 | 2007年3月30日 | 2007年3月17日  | 2007年4月19日  | 2008年12月27日 | 2009年6月1日  | 2009年2月     | 大使     | 特命全权大使 | 兼驻南部非洲发展共同体 |
| 刘焕兴 | 2008年12月27日 | 2009年6月1日  | 2009年4月27日  | 2009年5月28日  | 2012年10月26日 | 2013年4月22日 | 2013年3月     | 大使     | 特命全权大使 | 兼驻南部非洲发展共同体 |
| 郑竹强 | 2012年10月26日 | 2013年4月22日 | 2013年4月29日  | 2013年5月6日   | 2016年2月26日  | 2016年12月7日 | 2016年10月    | 大使     | 特命全权大使 | 兼驻南部非洲发展共同体 |
| 赵彦博 | 2016年4月28日  | 2016年12月7日 | 2016年11月16日 | 2016年11月29日 | 2020年12月26日 | 2021年5月12日 | 2021年2月     | 大使     | 特命全权大使 | 兼驻南部非洲发展共同体 |
| 王雪峰 | 2020年12月26日 | 2021年5月12日 | 2021年4月8日   | 2021年5月7日   |                | 2024年8月23日 | 2024年4月     | 大使     | 特命全权大使 | 兼驻南部非洲发展共同体 |
| 范勇   |                | 2024年8月23日 | 2024年8月6日   | 2024年8月26日  | 现任           |               |               | 大使     | 特命全权大使 | 兼驻南部非洲发展共同体 |